# Platygaster sylea
Platygaster sylea är en stekelart som beskrevs av Walker 1843. Platygaster sylea ingår i släktet Platygaster och familjen gallmyggesteklar. Inga underarter finns listade i Catalogue of Life.